# Rio Sãoberro
Rio Sãoberro är ett vattendrag i Brasilien.   Det ligger i delstaten Rio de Janeiro, i den sydöstra delen av landet, 900 km sydost om huvudstaden Brasília.
I omgivningarna runt Rio Sãoberro växer i huvudsak städsegrön lövskog. Runt Rio Sãoberro är det ganska tätbefolkat, med 120 invånare per kvadratkilometer.